# Comuna de Jasienica Rosielna
Jasienica Rosielna (polaco: Gmina Jasienica Rosielna) é uma gminy (comuna) na Polónia, na voivodia de Subcarpácia e no condado de Brzozowski. A sede do condado é a cidade de Jasienica Rosielna.
De acordo com os censos de 2004, a comuna tem 7330 habitantes, com uma densidade 127,4 hab/km².

## Área
Estende-se por uma área de 57,55 km², incluindo:
- área agricola: 62%
- área florestal: 28%

## Demografia
Dados de 30 de Junho 2004:
|                      | Total   | Total | Mulheres | Mulheres | Homens  | Homens |
| -------------------- | ------- | ----- | -------- | -------- | ------- | ------ |
|                      | pessoas | %     | pessoas  | %        | pessoas | %      |
| População            | 7330    | 100   | 3747     | 51,1     | 3583    | 48,9   |
| Densidade (pop./km²) | 127,4   | 100   | 65,1     | 65,1     | 62,3    | 62,3   |

De acordo com dados de 2002, o rendimento médio per capita ascendia a 1335,65 zł.

## Comunas vizinhas
- Brzozów, Domaradz, Haczów, Korczyna